# Ploceus badius
Ploceus badius là một loài chim trong họ Ploceidae.